# Wolfgang Erasmus Sterrer

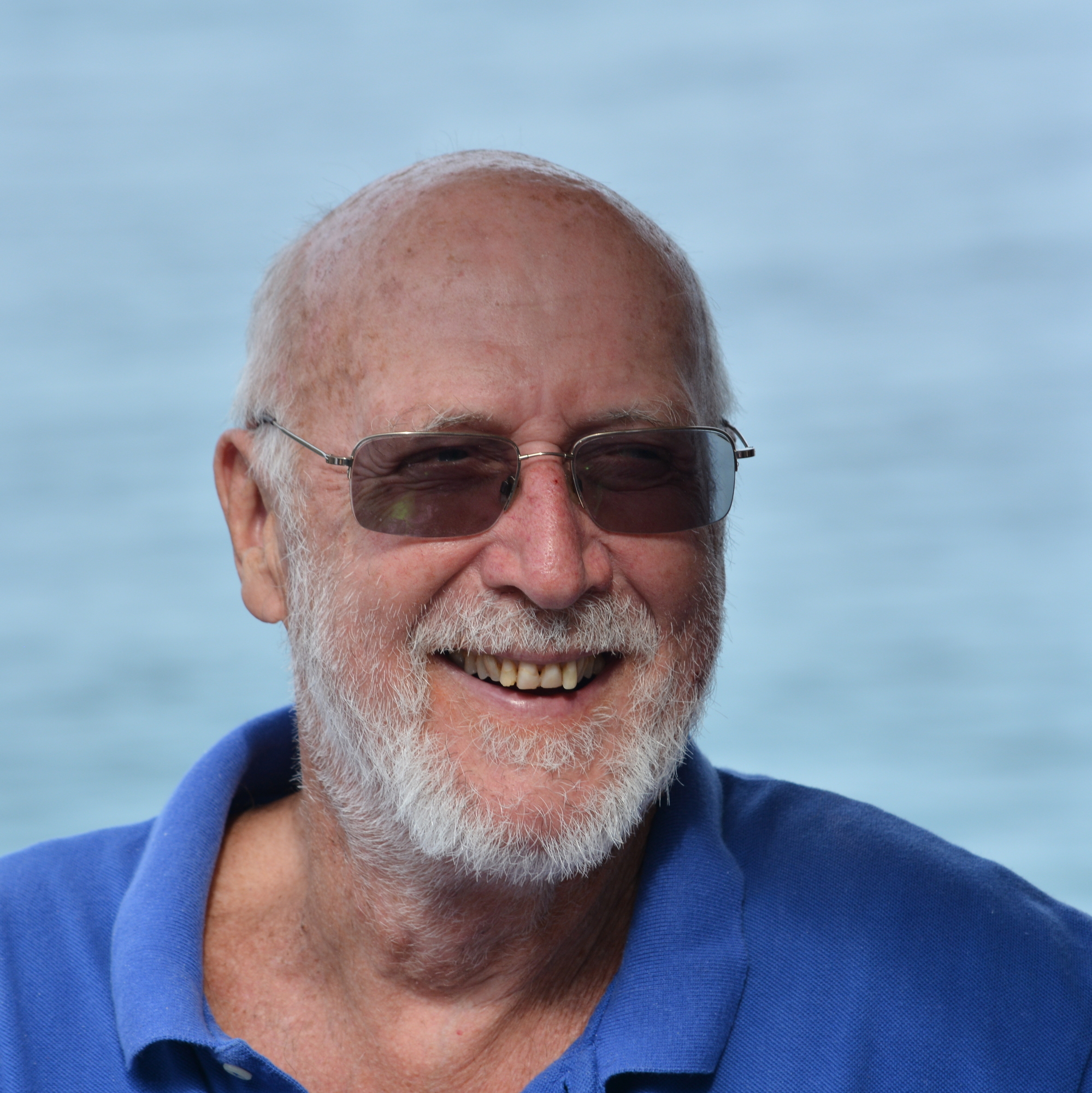
Wolfgang Erasmus Sterrer, 2018

Wolfgang Erasmus Sterrer (* 12. Dezember 1940 in Perg) ist ein österreichischer Meereszoologe, Sachbuchautor und Hochschullehrer.

## Leben und Wirken
Wolfgang Sterrer ist der Sohn von Rupert Sterrer und Gertrude Sterrer (geborene Dirnberger). Er studierte Zoologie an der Universität Wien, wo er 1967 promovierte.
Nach Postgraduate-Studien in Wien und Chapel Hill übersiedelte er 1969 auf die Bermudas und leitete dort bis 1986 die Bermuda Biological Station in Saint George’s. Von 1987 bis 2005 fungierte er als Kurator des Bermuda Natural History Museum in Flatts Village. Ab 1973 lehrte er als Adjunct-Professor an der University of North Carolina at Chapel Hill.
1995 heiratete er Susan Korette Young und lebt seither in der Nähe von London.

## Publikationen
- Mit: Peter Ax: The Meiofauna Species in time & space, proceedings of a workshop symposium, Bermuda Biological Station, 1975
- Bermuda´s energy future, proceedings of a conference hosted by the Bermuda Biological Station, 1981
- Bermuda´s Delicate Balance (Co-Editor), 1981, ISBN 978-0917642203
- Field guide to the conspicuous flora and fauna of Bermuda, 1983
- Mit Christiane Schoepfer-Sterrer: Marine Fauna & Flora of Bermuda, 1986, ISBN 978-0471823360
- Bermuda´s Marine Life, 1992, ISBN 978-0969651727
- Mit A. Ralph Cavaliere: Bermuda´s Seashore Plants and Seaweeds, 1998, ISBN 978-0968250419
- Cancer - Mutational Resurrection of Prokaryote Endofossils. Cancer Hypotheses 2016, 1, 1, 1–15